# Scherma ai Giochi della V Olimpiade - Spada individuale maschile
La competizione della spada individuale maschile di scherma ai Giochi della V Olimpiade si tenne dall'11 al 13 luglio 1912 all'Östermalms idrottsplats (comunemente abbreviato in Östermalms IP) a Stoccolma.

## Gironi eliminatorie

### 1º Turno
Si disputarono 16 gironi. I primi 3 accedevano al secondo turno
| Pos. | Atleta             | Nazione     | Sconfitte |
| ---- | ------------------ | ----------- | --------- |
| 1    | Ejnar Levison      | Danimarca   | 1         |
| 1    | Hendrik de Iongh   | Paesi Bassi | 1         |
| 3    | Sotirios Notaris   | Grecia      | 2         |
| 4    | Victor Willems     | Belgio      | 3         |
| 5    | Julius Lichtenfels | Germania    | 4         |
| 6    | Åke Grönhagen      | Svezia      | 5         |
| 7    | Pavel Guvorsky     | Russia      | 6         |
| 7    | Gordon Alexander   | Regno Unito | 6         |

| Pos. | Atleta                | Nazione   | Sconfitte |
| ---- | --------------------- | --------- | --------- |
| 1    | Paul Anspach          | Belgio    | 1         |
| 1    | Petros Manos          | Grecia    | 1         |
| 3    | Jens Berthelsen       | Danimarca | 3         |
| 4    | Friedrich Schwarz     | Germania  | 3         |
| 5    | Aleksandr Soldatenkov | Russia    | 4         |
| 5    | Knut Enell            | Svezia    | 4         |

| Pos. | Atleta                 | Nazione    | Sconfitte |
| ---- | ---------------------- | ---------- | --------- |
| 1    | Konstantinos Kotzias   | Grecia     | 1         |
| 2    | Léon Tom               | Belgio     | 2         |
| 3    | Arthur Griez von Ronse | Austria    | 4         |
| 4    | Hans Bergsland         | Norvegia   | 4         |
| 4    | Vladimir Keyser        | Russia     | 4         |
| -    | Fernando Correia       | Portogallo | DQ        |
| -    | Vilém Tvrzský          | Boemia     | DQ        |

| Pos. | Atleta                | Nazione     | Sconfitte |
| ---- | --------------------- | ----------- | --------- |
| 1    | Einar Sörensen        | Svezia      | 1         |
| 1    | Vilém Goppold         | Boemia      | 1         |
| 3    | Severin Finne         | Norvegia    | 2         |
| 4    | Sherman Hall          | Stati Uniti | 4         |
| 4    | Vladimir de Sarnavsky | Russia      | 4         |
| 4    | George van Rossem     | Paesi Bassi | 4         |

| Pos. | Atleta             | Nazione     | Sconfitte |
| ---- | ------------------ | ----------- | --------- |
| 1    | Zdeněk Vávra       | Boemia      | 1         |
| 2    | Gavriil Bertrain   | Russia      | 1         |
| 3    | George Breed       | Stati Uniti | 1         |
| 4    | Georges von Tangen | Norvegia    | 3         |

| Pos. | Atleta           | Nazione     | Sconfitte |
| ---- | ---------------- | ----------- | --------- |
| 1    | Edgar Seligman   | Regno Unito | 1         |
| 1    | Jacques Ochs     | Belgio      | 1         |
| 3    | Miloš Klika      | Boemia      | 3         |
| 4    | Bjarne Eriksen   | Norvegia    | 3         |
| 5    | Leonid Martuchev | Russia      | 4         |

| Pos. | Atleta                        | Nazione     | Sconfitte |
| ---- | ----------------------------- | ----------- | --------- |
| 1    | Lars Aas                      | Norvegia    | 2         |
| 2    | Philippe Le Hardy de Beaulieu | Belgio      | 3         |
| 2    | Martin Holt                   | Regno Unito | 3         |
| 4    | Alfred Sauer                  | Stati Uniti | 3         |
| 5    | Albertus Perk                 | Paesi Bassi | 4         |
| 5    | Josef Javůrek                 | Boemia      | 4         |
| 7    | Walter Gates                  | Sudafrica   | 5         |

| Pos. | Atleta              | Nazione     | Sconfitte |
| ---- | ------------------- | ----------- | --------- |
| 1    | Robert Montgomerie  | Regno Unito | 1         |
| 2    | Fernand de Montigny | Belgio      | 2         |
| 2    | František Kříž      | Boemia      | 2         |
| 4    | Marc Larimer        | Stati Uniti | 3         |
| 4    | Harald Platou       | Norvegia    | 3         |
| 6    | Heinrich Schrader   | Germania    | 5         |

| Pos. | Atleta           | Nazione     | Sconfitte |
| ---- | ---------------- | ----------- | --------- |
| 1    | Victor Boin      | Belgio      | 0         |
| 2    | Arthur Everitt   | Regno Unito | 1         |
| 3    | Sigurd Mathiesen | Norvegia    | 2         |
| 4    | Graeme Hammond   | Stati Uniti | 3         |
| 5    | Jacob van Geuns  | Paesi Bassi | 4         |

| Pos. | Atleta              | Nazione     | Sconfitte |
| ---- | ------------------- | ----------- | --------- |
| 1    | Hans Thomson        | Germania    | 2         |
| 2    | Jan de Beaufort     | Paesi Bassi | 2         |
| 3    | Louis, Count Sparre | Svezia      | 2         |
| 4    | Gaston Salmon       | Belgio      | 3         |
| 5    | Percival Davson     | Regno Unito | 4         |
| 5    | Josef Pfeiffer      | Boemia      | 4         |
| 7    | John MacLaughlin    | Stati Uniti | 5         |

| Pos. | Atleta         | Nazione     | Sconfitte |
| ---- | -------------- | ----------- | --------- |
| 1    | Fred Schenck   | Stati Uniti | bye       |
| 1    | Edgar Amphlett | Regno Unito | bye       |
| 1    | Henri Anspach  | Belgio      | bye       |

| Pos. | Atleta               | Nazione     | Sconfitte |
| ---- | -------------------- | ----------- | --------- |
| 1    | Ivan Osiier          | Danimarca   | 0         |
| 2    | Zdeněk Bárta         | Boemia      | 1         |
| 3    | William Bowman       | Stati Uniti | 2         |
| 4    | Ernest Stenson-Cooke | Regno Unito | 3         |

| Pos. | Atleta                | Nazione     | Sconfitte |
| ---- | --------------------- | ----------- | --------- |
| 1    | Charles Vanderbyl     | Regno Unito | bye       |
| 1    | Pál Rosty             | Ungheria    | bye       |
| 1    | Albertson Van Zo Post | Stati Uniti | bye       |

| Pos. | Atleta           | Nazione     | Sconfitte |
| ---- | ---------------- | ----------- | --------- |
| 1    | Gustaf Lindblom  | Svezia      | 3         |
| 2    | Arie de Jong     | Paesi Bassi | 3         |
| 3    | Georgios Versis  | Grecia      | 3         |
| 4    | Hermann Plaskuda | Germania    | 3         |
| 4    | Sydney Martineau | Regno Unito | 3         |
| 6    | Marcel Berré     | Belgio      | 4         |
| 7    | Ernest Gignoux   | Stati Uniti | 5         |
| 8    | Hans Olsen       | Danimarca   | 6         |

| Pos. | Atleta                        | Nazione     | Sconfitte |
| ---- | ----------------------------- | ----------- | --------- |
| 1    | Georg Branting                | Svezia      | 1         |
| 2    | Emil Schön                    | Germania    | 2         |
| 2    | Tryfon Triantafyllakos        | Grecia      | 2         |
| 4    | Willem Hubert van Blijenburgh | Paesi Bassi | 3         |
| 5    | Jack Blake                    | Regno Unito | 4         |
| 5    | Oluf Berntsen                 | Danimarca   | 4         |
| 7    | James Moore                   | Stati Uniti | 5         |
| 7    | Béla Békessy                  | Ungheria    | 5         |

| Pos. | Atleta                   | Nazione     | Sconfitte |
| ---- | ------------------------ | ----------- | --------- |
| 1    | Georgios Petropoulos     | Grecia      | 1         |
| 2    | Gerald Ames              | Regno Unito | 2         |
| 2    | Karel Goppold            | Boemia      | 2         |
| 4    | Lauritz Christian Østrup | Danimarca   | 3         |
| 5    | Walther Meienreis        | Germania    | 4         |
| 6    | Willem Molijn            | Paesi Bassi | 5         |

### 2º Turno
Si disputarono 8 gironi. I primi 3 accedevano ai gironi di semifinale.
| Pos. | Atleta              | Nazione     | Sconfitte |
| ---- | ------------------- | ----------- | --------- |
| 1    | Zdeněk Vávra        | Boemia      | 1         |
| 1    | Ivan Osiier         | Danimarca   | 1         |
| 3    | Edgar Seligman      | Regno Unito | 2         |
| 4    | Fernand de Montigny | Belgio      | 3         |
| 4    | Fred Schenck        | Stati Uniti | 3         |
| 6    | Hendrik de Iongh    | Paesi Bassi | 4         |

| Pos. | Atleta                        | Nazione     | Sconfitte |
| ---- | ----------------------------- | ----------- | --------- |
| 1    | Philippe Le Hardy de Beaulieu | Belgio      | 0         |
| 2    | William Bowman                | Stati Uniti | 2         |
| 2    | Miloš Klika                   | Boemia      | 2         |
| 4    | Sotirios Notaris              | Grecia      | 2         |
| 5    | Arthur Everitt                | Regno Unito | 4         |
| 5    | Gavriil Bertrain              | Russia      | 4         |

| Pos. | Atleta         | Nazione     | Sconfitte |
| ---- | -------------- | ----------- | --------- |
| 1    | František Kříž | Boemia      | 1         |
| 2    | Edgar Amphlett | Regno Unito | 2         |
| 2    | Ejnar Levison  | Danimarca   | 2         |
| 4    | Hans Thomson   | Germania    | 4         |
| 4    | Jacques Ochs   | Belgio      | 4         |
| 6    | Lars Aas       | Norvegia    | 5         |

| Pos. | Atleta                 | Nazione     | Sconfitte |
| ---- | ---------------------- | ----------- | --------- |
| 1    | Paul Anspach           | Belgio      | 2         |
| 2    | Robert Montgomerie     | Regno Unito | 2         |
| 3    | Georgios Petropoulos   | Grecia      | 2         |
| 4    | Arthur Griez von Ronse | Austria     | 3         |
| 4    | Jan de Beaufort        | Paesi Bassi | 3         |
| 6    | Severin Finne          | Norvegia    | 4         |

| Pos. | Atleta           | Nazione     | Sconfitte |
| ---- | ---------------- | ----------- | --------- |
| 1    | Einar Sörensen   | Svezia      | 1         |
| 2    | Petros Manos     | Grecia      | 2         |
| 2    | Gerald Ames      | Regno Unito | 2         |
| 4    | George Breed     | Stati Uniti | 3         |
| 4    | Sigurd Mathiesen | Norvegia    | 3         |
| 6    | Emil Schön       | Germania    | 4         |

| Pos. | Atleta                 | Nazione     | Sconfitte |
| ---- | ---------------------- | ----------- | --------- |
| 1    | Vilém Goppold          | Boemia      | 1         |
| 2    | Gustaf Lindblom        | Svezia      | 2         |
| 2    | Victor Boin            | Belgio      | 2         |
| 4    | Tryfon Triantafyllakos | Grecia      | 3         |
| 5    | Charles Vanderbyl      | Regno Unito | 4         |
| 6    | Jens Berthelsen        | Danimarca   | 5         |

| Pos. | Atleta               | Nazione     | Sconfitte |
| ---- | -------------------- | ----------- | --------- |
| 1    | Henri Anspach        | Belgio      | 0         |
| 2    | Arie de Jong         | Paesi Bassi | 2         |
| 2    | Pál Rosty            | Ungheria    | 2         |
| 4    | Konstantinos Kotzias | Grecia      | 3         |
| 5    | Karel Goppold        | Boemia      | 4         |
| 5    | Louis, Count Sparre  | Svezia      | 4         |

| Pos. | Atleta                | Nazione     | Sconfitte |
| ---- | --------------------- | ----------- | --------- |
| 1    | Léon Tom              | Belgio      | 1         |
| 1    | Georg Branting        | Svezia      | 1         |
| 3    | Martin Holt           | Regno Unito | 2         |
| 4    | Georgios Versis       | Grecia      | 3         |
| 5    | Albertson Van Zo Post | Stati Uniti | 4         |
| 5    | Zdeněk Bárta          | Boemia      | 4         |

### Semifinali
Si disputarono 4 gironi. I primi 2 accedevano al girone di finale.
| Pos. | Atleta         | Nazione     | Sconfitte |
| ---- | -------------- | ----------- | --------- |
| 1    | Einar Sörensen | Svezia      | 1         |
| 1    | Léon Tom       | Belgio      | 1         |
| 3    | Petros Manos   | Grecia      | 3         |
| 3    | William Bowman | Stati Uniti | 3         |
| 5    | Edgar Amphlett | Regno Unito | 4         |
| 5    | Zdeněk Vávra   | Boemia      | 4         |

| Pos. | Atleta         | Nazione     | Sconfitte |
| ---- | -------------- | ----------- | --------- |
| 1    | Edgar Seligman | Regno Unito | 0         |
| 1    | Paul Anspach   | Belgio      | 0         |
| 3    | Arie de Jong   | Paesi Bassi | 2         |
| 4    | Gerald Ames    | Regno Unito | 3         |
| 4    | Pál Rosty      | Ungheria    | 3         |
| 6    | Miloš Klika    | Boemia      | 5         |

| Pos. | Atleta             | Nazione     | Sconfitte |
| ---- | ------------------ | ----------- | --------- |
| 1    | Victor Boin        | Belgio      | 2         |
| 1    | Ivan Osiier        | Danimarca   | 2         |
| 3    | Henri Anspach      | Belgio      | 2         |
| 4    | Gustaf Lindblom    | Svezia      | 3         |
| 4    | Robert Montgomerie | Regno Unito | 3         |
| 6    | František Kříž     | Boemia      | 5         |

| Pos. | Atleta                        | Nazione     | Sconfitte |
| ---- | ----------------------------- | ----------- | --------- |
| 1    | Martin Holt                   | Regno Unito | 2         |
| 1    | Philippe Le Hardy de Beaulieu | Belgio      | 2         |
| 3    | Georgios Petropoulos          | Grecia      | 2         |
| 4    | Ejnar Levison                 | Danimarca   | 4         |
| 4    | Georg Branting                | Svezia      | 4         |
| 6    | Vilém Goppold                 | Boemia      | 4         |

## Girone Finale
| Pos.    | Atleta                        | Nazione     | Vittorie | Incontri | Incontri | Incontri | Incontri | Incontri | Incontri | Incontri | Incontri |
| Pos.    | Atleta                        | Nazione     | Vittorie | ANS      | OSI      | LEH      | BOI      | SOR      | SEL      | TOM      | HOL      |
| ------- | ----------------------------- | ----------- | -------- | -------- | -------- | -------- | -------- | -------- | -------- | -------- | -------- |
| Oro     | Paul Anspach                  | Belgio      | 6        | =        | V        | V        | V        | V        | S        | V        | V        |
| Argento | Ivan Osiier                   | Danimarca   | 5        | S        | =        | V        | S        | V        | V        | V        | V        |
| Bronzo  | Philippe Le Hardy de Beaulieu | Belgio      | 4        | S        | S        | =        | V        | V        | V        | V        | P        |
| 4       | Victor Boin                   | Belgio      | 4        | S        | V        | S        | =        | V        | V        | V        | P        |
| 5       | Einar Sörensen                | Svezia      | 3        | S        | S        | S        | S        | =        | V        | V        | V        |
| 6       | Edgar Seligman                | Regno Unito | 2        | V        | S        | S        | S        | S        | =        | V        | P        |
| 7       | Léon Tom                      | Belgio      | 1        | S        | S        | S        | S        | S        | S        | =        | V        |
| 8       | Martin Holt                   | Regno Unito | 0        | S        | S        | P        | P        | S        | P        | S        | =        |

Legenda della griglia: V=Vittoria; S=Sconfitta; P=Pari.